# The Band Perry EP
The Band Perry EP là EP đầu tiên của ban nhạc đồng quê nước Mỹ The Band Perry. EP đã được phát hành ngày 6 tháng 4 năm 2010 bởi hãng thu âm Republic Nashville. EP bao gồm đĩa đơn đầu tay của họ, "Hip to My Heart" – một đĩa đơn top 20 trên bảng xếp hạng Hot Country Songs và đĩa đơn thứ hai của nhóm được phát hành sau đó, "If I Die Young" – đĩa đơn đầu tiên của họ lọt vào Hot 100. Riêng EP cũng đã đạt vị trí số 32 trên Top Country Albums.

## Danh sách bài hát
1. "Hip to My Heart" (Brett Beavers, Kimberly Perry, Neil Perry, Reid Perry) — 3:00
2. "If I Die Young" (K. Perry) — 3:43
3. "Postcard from Paris" (K. Perry, N. Perry, R. Perry, Kara DioGuardi, Jeff Cohen) — 3:36
4. "All Your Life" (Brian Henningsen, Clara Henningsen) — 3:52
5. "Quittin' You" (K. Perry, N. Perry, R. Perry) — 3:21

## Xếp hạng
The Band Perry EP xuất hiện lần đầu tại vị trí #46 trên bảng xếp hạng Top Country Albums của Billboard và #37 trên Top Heatseekers sau khi được phát hành vào tháng 4 năm 2010. Đến tháng 9, EP đã đạt vị trí #32 trên Top Country Albums và #4 trên Top Heatseekers.
| Bảng xếp hạng (2010)              | Vị trí cao nhất |
| --------------------------------- | --------------- |
| U.S. Billboard Top Country Albums | 32              |
| U.S. Billboard Top Heatseekers    | 4               |